# Стейрс, Уильям Грант
Уильям Грант Стейрс (англ. William Grant Stairs; 1 июля 1863 года, Галифакс, Новая Шотландия — 9 июня 1892 года, Шинде, Португальская Восточная Африка) — канадский офицер, исследователь Африки. Сыграл ключевую роль в ходе экспедиции по спасению Эмин-паши и бельгийской экспедиции в Катангу.

## Биография

### Ранние годы
Уильям Грант Стейрс родился 1 июля 1863 года в Галифаксе, Новая Шотландия. Он был шестым ребёнком в семье Джона Стейрса и Мэри Морроу. Его дед  Уильям Мачин Стейрс был известным в Новой Шотландии бизнесменом и политиком. После окончания школы Уильям Грант был зачислен в Академию Форт-Мэсси в Галифаксе, затем в школу замка Мерчистон в Эдинбурге, после чего в Королевский военный колледж, где получил степень инженера. После окончания колледжа работал три года в Новозеландской тригонометрической службе. В 1885 году он принял предложение занять должность офицера-наладчика в Корпусе королевских инженеров, где дослужился до лейтенанта.

### Исследователь Африки

#### Экспедиция по спасению Эмин-паши

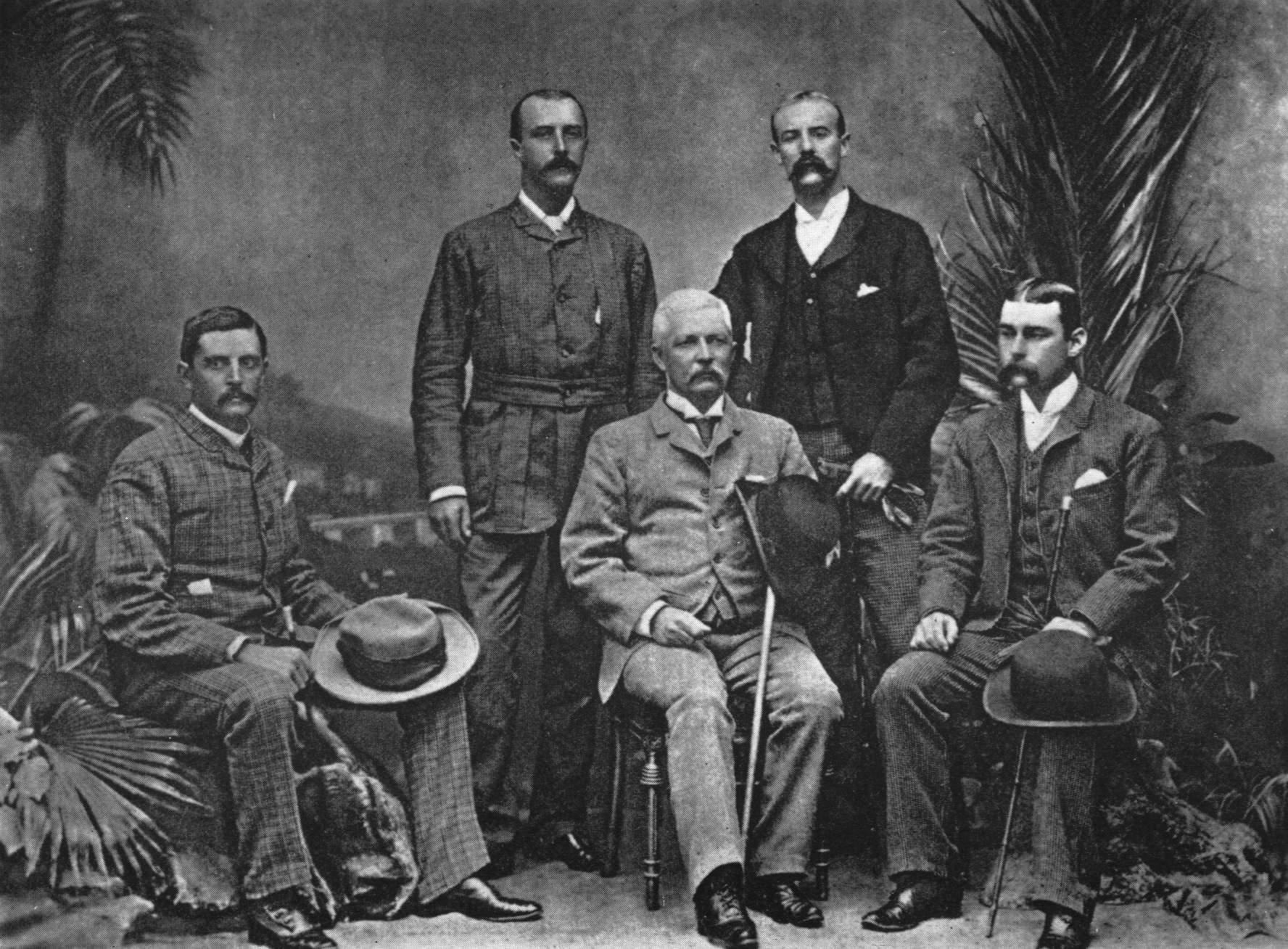
Генри Стэнли с офицерами Передовой колонны в Каире, 1890 год. Слева направо: доктор Парк, Томас Хизл, Нельсон, Роберт, Генри Стэнли, Вильям Стэарс и Джефсон, Артур

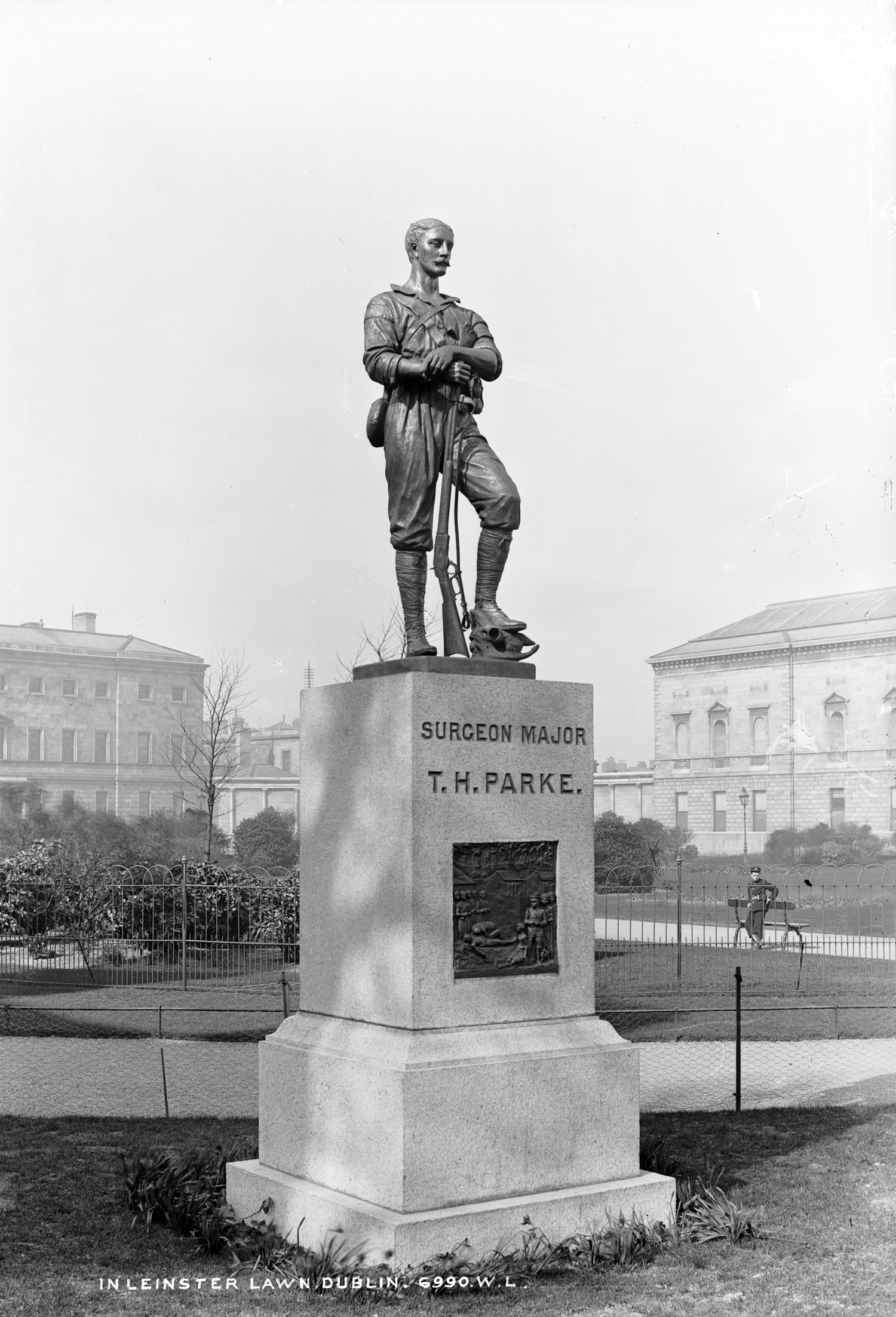
Памятник майору Парк, Томас Хизл на барельефе которого изображено спасение раненого африканцами капитана Стейрса

В 1878 году путешественник и исследователь Африки Эмин-паша был назначен губернатором провинции Экватория. В 1881 году в Судане началось восстание махдистов. В 1885 году махдисты взяли Хартум, и Экватория оказалась отрезанной от внешнего мира. В ноябре 1886 года шотландский предприниматель и филантроп Вильям Маккиннон предложил американскому исследователю Генри Стэнли возглавить экспедицию по спасению Эмин-паши.
Стейрс был первым из кандидатов кого Стэнли отобрал для участия в экспедиции. Получив отпуск на время проведения миссии, он отплыл из Лондона 20 января 1887 года и встретил Стэнли в Суэце 6 февраля. Экспедиция стартовала из Банана в устье реки Конго 19 марта. 21 апреля экспедиция прибыла в Леопольдвилль. Из-за сезона дождей экспедиция продолжилась лишь до 3 мая. Её члены всё время страдали от нехватки продовольствия — натуральное хозяйство не могло обеспечить пищей 1.000 человек. Стэнли был вынужден разделить экспедицию на «Передовую колонну» и «Тыльную колонну»; последняя разместилась в Ямбуе на реке Арувими, а Передовая колонна двинулась в Экваторию. Стейрс шёл в передовой колонне, в составе которой командовал ротой занзибарцев. Во время 5000-километрового путешествия через одну из самых непроходимых частей Африки, состоящую из тропических лесов и болот, участники экспедиции страдали от малярии, дизентерии, а также постоянных нападений местных жителей. Во время одной из таких атак 13 августа 1887 года Стейрс был тяжело ранен в грудь ядовитой стрелой. В Дублине на статуе майора-хирурга экспедиции Томаса Хизла Парка есть бронзовая мемориальная доска, изображающая это событие. На ней изображено как доктор Парк извлёкший стрелу, высасывает яд из раны. Беспорядочные стычки с африканцами продолжались до тех пор, пока экспедиция не покинула зону тропических лесов.13 декабря экспедиция достигла озера Альберта, но Эмин-паши там не было, а местные жители уже много лет не видели европейцев. Не сумев раздобыть каноэ, экспедиция отправилась в Западный Ибвири, где был построен Форт-Бодо. 18 января 1888 года, Стэйрс был отправлен с сотней человек в Ипото, чтобы привести Нельсона и Парка людей и снаряжения, и вернулся 12 февраля. Затем он вновь направился назад, на этот раз в Угаровва, чтобы принести ещё снаряжения. Тем временем 2 апреля Стэнли вернулся к озеру Альберт, на этот раз принеся с собой разборную лодку «Advance». 18 апреля он получил письмо от Эмин-паши, который услышал об экспедиции в прошлом году, и пришёл к озеру в марте, узнав о прибытии Стэнли. 24 мая Стэнли отправился назад в Форт-Бодо чтобы оттуда привести свой арьергард, прибыв туда 8 июня и встретив Стейрса, который вернулся из Угарровы всего с 14 выжившими людьми.
Стейрс обладал выдержкой, стойкостью и упорством. За это он приобрёл уважение Стенли и других участников экспедиции. В своём дневнике Стенли так описывает Стейрса:

«Стейрс — военный, офицер, внимательный, умный, который понимает намек, краткий намек, твердо схватывает идею и реализует ее в совершенстве.»
— 
Стейрс был назначен заместителем Стенли после того, как 19 июля 1888 года одним из носильщиков-африканцев был убит капитан Бартелот. 27 декабря 1888 года Стейрс был отправлен с авангардом из сотни аскари вооруженных винтовками, чтобы захватить и удерживать паром через реку Итури. 9 января 1889 года все силы пересекли реку и разбили лагерь в деревне Кандехоре на восточной стороне. Стейрс вновь остался командовать гарнизоном, в то время как Стэнли отправился на поиски Эмина-паши. Стэрс присоединился к Стэнли 18 февраля в Кавалли, куда уже прибыл Эмин-паша. 10 апреля экспедиция в составе 1500 человек стартовала в сторону Занзибара. В ходе движения колоны Стэрс был отправлен с небольшой группой для исследования Рувензори (Лунной горы). Он открыл один из истоков Нила, реку Семлики, и стал первым европейцем, когда-либо поднявшимся на Рувензори, достигнув высоты 10 677 футов. Однако из-за нехватки припасов он был вынужден развернуться обратно.
4 декабря экспедиция вместе с Эмином достигла Багамойо и официально завершилась 5 декабря 1889 года.
Вернувшийся в Европу Стэнли получил огромное общественное признание. Он и его офицеры получили многочисленные награды, почётные степени и приглашения выступить с лекциями.
По возвращении в Англию лейтенант Стейрс стал членом Королевского географического общества и Королевского шотландского географического общества. Он был назначен адъютантом королевских инженеров в Олдершоте. 18 февраля 1890 года хедив Египта Тауфик-паша наградил Стейрса орденом Меджидие третей степени.
Усилия Стэрса были отмечены в Канаде. Комитет по почету, созданный мэром Галифакса,вручил ему меч, изготовленный в Лондоне из новошотландской стали, а город организовал прием, на котором присутствовал вице-губернатор с военным оркестром.
25 марта 1891 года был переведён в 41-й Валлийский полк где получил звание капитана.

#### Экспедиция в Катангу

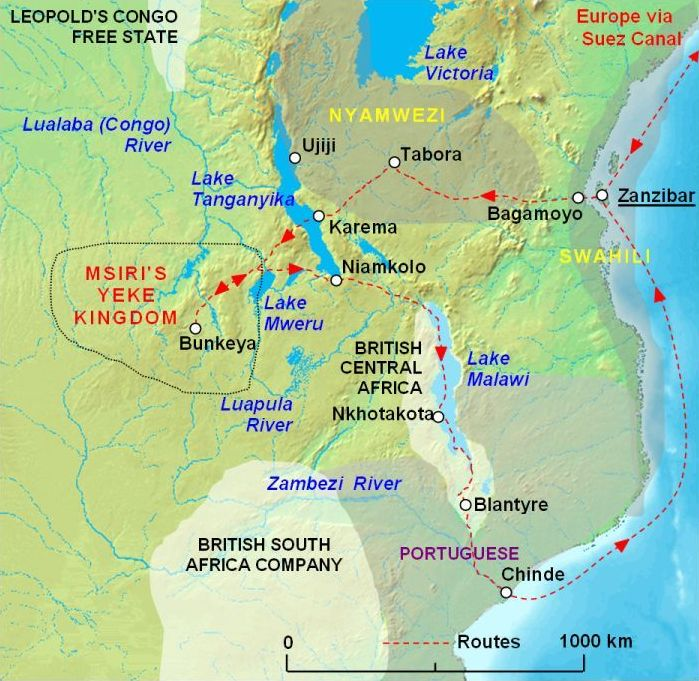
Маршрут экспедиции Стейрса

В последней четверти XIX века территория Конго стала объектом соперничества колониальных держав. В 1876 году бельгийский король Леопольд II организовал под своим председательством Международную ассоциацию целями которой декларировались исследование и распространение цивилизации в Центральной Африке. Под её прикрытием королевские эмиссары (путешественники, офицеры, миссионеры) заключали договоры с вождям местных племён. После этого в бассейне Конго независимым осталось только королевство Йеке на плато Катанга. Несмотря на то, что в соответствии с решением Берлинской конференции эта территория передавалась бельгийцам, британцы пытались установить там свой контроль. 
Британская Южноафриканская компания направила экспедицию Альфреда Шарпа из Ньясаленда к Мсири с целью включить его земли в состав британской колониальной империи. Чтобы не допустить этого, бельгийцы приняли решение отправить свою экспедицию и опередить англичан.
В Бельгии было мало людей, имевших опыт работы в тропических зонах, поэтому их пришлось нанимать в других странах. По рекомендации Стэнли для руководства этой экспедицией был нанят Стейрс, заслуживший в ходе экспедиции по спасению Эмин-паши прекрасную репутацию. Несмотря на проблемы со здоровьем в мае 1881 года, с разрешения военного министерства Великобритании, Стейрс принял командование экспедицией. В своём дневнике он написал:

«Я не был счастлив [в гарнизоне Королевских инженеров в Англии] в прямом смысле этого слова. Я чувствовал, что моя жизнь проходит без того, чтобы я сделал что-то стоящее. Теперь я свободно прокладываю свой путь по прибрежной равнине с более чем 300 людьми под моим командованием.»
— 
27 июня 1891 года экспедиция отправилась из Занзибара на запад через Германскую Восточную Африку, проделав путь длиной 1050 км к озеру Танганьика. После пересечения озера, прошли ещё 550 км и 14 декабря 1891 года достигли Бункеи. Путешествие проходило через густые леса, болота, пустынные каменистые равнины. При скорости чуть более тринадцати километров в день экспедиции понадобилось пять месяцев, чтобы достичь своей цели.
Мсири принял участников экспедиции в своей резиденции. Бельгийцы рассчитывали установить контроль над королевством, пока в этот регион не добрались экспедиции британцев и португальцев. Мсири же рассчитывал договориться о поставках оружия и боеприпасов, необходимых для ведения дальнейших войн.
Несмотря на все усилия Стейрса, Мсири отказался признать Леопольда своим сюзереном и всячески пытался затянуть переговоры давая уклончивые ответы и обещания. Опасаясь, что Мсири тянет время, ожидая британскую экспедицию, люди Стейрса подняли флаг Свободного государства Конго на ближайшем к столице холме, чтобы иметь право первенства перед британцами в случае их прибытия.

Из-за того, что переговоры зашли в тупик, обстановка накалялась. Мсири отправил в лагерь бельгийской экспедиции отряд шпионов, которые при помощи барабанов сообщали данные о происходящем своему государю. Тот ожидал возвращения своей армии в количестве около 5000 человек, после чего планировал атаковать лагерь экспедиции.

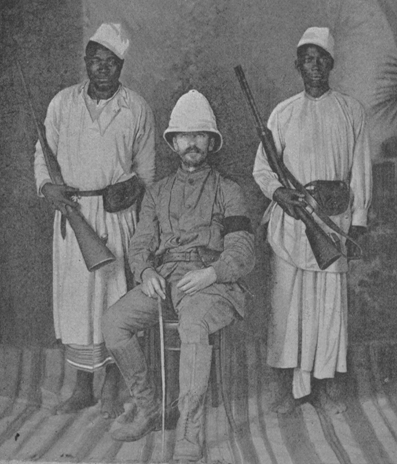
Врач экспедиции Джозеф Молони с аскари после окончания экспедиции на Занзибаре. Чёрная повязка на руке Молони одета в знак траура о капитане Стейрсе

Один из офицеров экспедиции Кристиан де Боншам предложил захватить Мсири в плен и держать его в заложниках, пока он не примет их условия. Стейрс принял решение устроить засаду и попытаться арестовать Мсири. Около 9 утра он собрал отряд и направился в деревню в которой находился в тот момент король. В 12:10 начался бой между людьми Мсири и отрядом Стейрса. Во время этой стычки, другой офицер экспедиции, капитан Омер Бодсон застрелил Мсири, но и сам был смертельно ранен. Тем временем из Бункеи подоспел отряд сторонников короля во главе с его сыном Муканда-Банту. Бельгийцам удалось отбить атаку и не дать завладеть телом короля. По некоторым данным, голову Мсири выставили на показ, чтобы все могли убедиться в том, что король мёртв.
30 декабря был подписан договор о вхождении Йеке в состав Свободного государства Конго.
Начавшийся сезон дождей вызвал голод и эпидемии, которые привели к гибели 76 участников экспедиции. Стейрс также заболел малярией. В конце января 1892 года на помощь прибыла экспедиция во главе с Люсьеном Биа и Эмилем Франки. Поскольку Уильям Стейрс всё ещё был болен, было решено, что капитан Биа берёт на себя укрепление контроля Свободного государства Конго над Катангой, а остатки экспедиции Стейрса вернутся на Занзибар через озеро Ньяса и Замбези.
Обратный путь был значительно сложнее из-за проливных дождей и больных, которых приходилось нести в гамаках. Колонна несколько раз подверглась нападению африканцев.
Добравшись до озера Ньяса, участники экспедиции погрузились на пароход, на котором плыли по Шире, а затем вниз по Замбези. 3 июня 1892 года Уильям Стейрс умер от гематурической лихорадки — тяжёлой формы малярии — в низовьях Замбези, незадолго до прибытия экспедиции в Чинде, где он был похоронен на европейском кладбище.

## Память

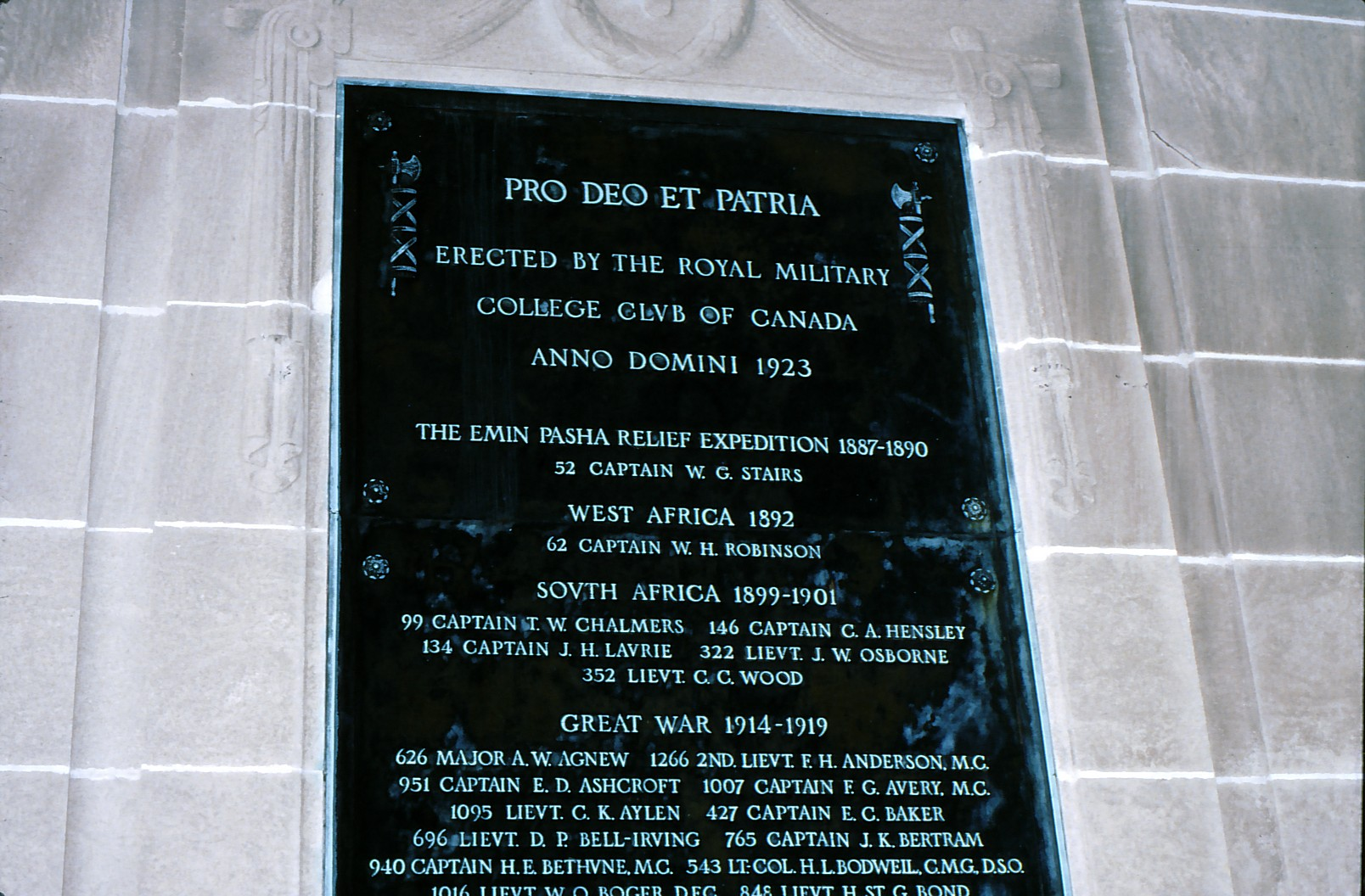
1. 52 Уильям Грант Стейрс на мемориальной доске Королевского военного колледжа Канады

Хотя Стэрс погиб в то время когда находился на службе у бельгийцев, его подвиги были восхвалены в Великобритании. в Канаде сенатор У. Дж. Макдональд внес «парламентскую резолюцию, выражающую удовлетворение мужественным поведением Стэрса». В Галифаксе есть улица Стэрса, также он отмечен тремя мемориальными досками в вестибюле здания Маккензи в Королевском военном колледже Канады, соборе Святого Георгия (Кингстон, Онтарио) и в Рочестерском соборе недалеко от Чатема, Англия.
Коллекция артефактов его африканских экспедиций находится в форте Фредерик, а некоторые из его дневников хранятся в Государственных архивах Новой Шотландии.
Остров Стейрс, Парри-Саунд, Онтарио, был назван в его честь. Стейрс-стрит, и Стейрс-Плейс в Галифаксе, Новая Шотландия, носят его имя.